# Sticks and Stones (Eric Sardinas)
| Recensione | Giudizio |
| ---------- | -------- |
| AllMusic   | [ 2 ]    |

Sticks and Stones è il quinto album del chitarrista statunitense Eric Sardinas, pubblicato il 22 agosto 2011.

## Tracce
Testi e musiche di Eric Sardinas.
1. Cherry Wine – 4:07
2. Road to Ruin – 3:17
3. Full Tilt Mama – 2:10
4. County Line – 4:12
5. Through the Thorns – 4:55
6. Burnin' Sugar – 4:10
7. Ratchet Blues – 1:39
8. Behind the Eight – 3:49
9. Goodness – 4:09
10. Make It Shine – 3:23
11. Too Many Ghosts – 3:50

## Formazione
- Eric Sardinas - chitarra, voce
- Levell Price - basso
- Chris Frazier - batteria